# Ruby Evans
Ruby Grace Evans (Cardiff, 17 de marzo de 2007) es una deportista británica que compite en gimnasia artística.
Ganó dos medallas de plata en el Campeonato Europeo de Gimnasia Artística, en los años 2024 y 2025. Participó en los Juegos Olímpicos de París 2024, ocupando el cuarto lugar en la prueba de equipo.

## Palmarés internacional
| Campeonato Europeo | Campeonato Europeo | Campeonato Europeo | Campeonato Europeo   |
| Año                | Lugar              | Medalla            | Prueba               |
| ------------------ | ------------------ | ------------------ | -------------------- |
| 2024               | Rímini (Italia)    | Medalla de plata   | Concurso por equipos |
| 2025               | Leipzig (Alemania) | Medalla de plata   | Equipo mixto         |